# .tf
.tf (Terras Austrais e Antárticas Francesas)  é o código TLD (ccTLD) na Internet para a Terras Austrais e Antárticas Francesas.
.tf se tornou muito usado para criação de websites relacionados com o videojogo Team Fortress 2. O fenômeno acontece pois "tf" vem da sua sigla utilizada pelos usuários para se referenciar ao nome do jogo : Team fortress 2 > tf2 ou Team Fortress > tf.